# 나가이촌 (야마나시현)
나가이촌(永井村)은 야마나시현 히가시야쓰시로군에 있던 촌이다. 현재의 후에후키시에 해당한다.

## 역사
- 1889년 7월 1일 - 정촌제 시행에 의해 나가이촌이 단독으로 지자체를 형성하였다.
- 1942년 4월 1일 - 요네쿠라촌과 합병해 고쇼촌이 성립하여, 동일 나가이촌은 폐지되었다.

## 교통

### 도로
현재는 구촌에 주오자동차도가 지나가지만. 당시엔 미개통

## 참고문헌
- 角川日本地名大辞典 19 山梨県